# Estación de Peñaflor de Grado
La estación de Peñaflor o Peñaflor de Grado es una estación de ferrocarril de la red de ancho métrico de Adif, situado en la localidad moscona de Peñaflor (Asturias, España). Tiene un andén de 2,75 metros de ancho, acceso para personas de movilidad reducida, un aparcamiento en las inmediaciones y una marquesina cerrada con cristaleras. Su diseño, realizado por el arquitecto Félix Gordillo, destaca por la integración de una infraestructura pionera en el ambiente natural y en el entorno del pueblo. Adif denomina la estación como Peñaflor de Grado para distinguirla de la estación homónima sevillana.
Se encuentra en la línea San Esteban de Pravia-Collanzo, entre las estaciones de Grado y Vega de Anzo. Cuenta con servicios de la línea C-7 de Cercanías Asturias y servicios regionales entre Ferrol y Oviedo, todos operados por Renfe Cercanías AM.

## Historia
El apeadero era una antigua reivindicación de los vecinos de la zona (algunas fuentes citan 30 años). Su construcción fue apoyada por las corporaciones municipales de Grado, Candamo y Las Regueras. Con este apoyo y 500 firmas, los vecinos presentaron la petición al Ministerio de Fomento en 2003. Tras varios años de retraso y cinco meses de trabajo, el apeadero fue inaugurado el 22 de julio de 2009. Su coste fue de 200.000 euros, sufragados en un 70% por FEVE y el resto por el Ayuntamiento de Grado.
La línea había sido inaugurada por la Sociedad General de Ferrocarriles Vasco Asturiana en 1904. En 1972 pasó a formar parte de la red de FEVE, y desde el 1 de enero de 2013 la infraestructura es titularidad de Adif mientras que los servicios pasaron a ser operados por Renfe Cercanías AM.

## Servicios ferroviarios

### Regionales
Los trenes regionales de Renfe Cercanías AM que unen Ferrol y Oviedo tienen parada en la estación, con dos circulaciones diarias por sentido.
| Línea | Origen/Destino | Paradas intermedias | Destino/Origen |
| ----- | -------------- | --- | -------------- |
|       | Ferrol         | San Xoán · Virxe do Mar · Santa Cecilia · Alto del Castaño · Piñeiros · Ponto · Jubia · Ferrerías · Sedes · Pedroso · San Saturnino · Lamas · Apalla · Moeche · Labacengos · Entrambasrías · Cerdido · Cuqueira · Santa María de Mera · Ponte de Mera · San Claudio · Senra · Ortigueira · Espasante · Loiba · Barquero · Vicedo · Mosende · Folgueiro · Covas · Vivero · Vivero-Apeadero · Juances · Jove-Pueblo · Jove · Lago · Bidueiros · San Ciprián · Madeiro · Burela · Cangas de Foz · Nois · Fazouro · Marzán · Foz · Barreiros · Reinante · Esteiro · Os Castros · Rinlo · Ribadeo · Vegadeo-Pueblo · Vilavedelle · Castropol · Las Campas · Tol · Tapia de Casariego · La Caridad · Cartavio · Loza · Medal · Navia · Piñera-Villaoril · Villapedre · Otur · Luarca · Barcia · Canero · San Cristóbal · Cadavedo · Tablizo · Ballota · Santa Marina · Novellana · Valdredo · Soto de Luiña · San Cosme · San Martín de Luiña · La Magdalena · Villademar · Cudillero · El Pito-Piñera · Muros de Nalón · Los Cabos · Santianes · Pravia · Beifar · San Román · Aces · Sandiche · Grado · Peñaflor de Grado · Vega de Anzo · Santa María de Grado · Trubia · Soto Udrión · San Pedro · San Claudio · Las Mazas · Las Campas · Argañosa · Vallobín | Oviedo         |

### Cercanías
Forma parte de la línea C-7 de Cercanías Asturias. La línea, entre Oviedo y San Esteban de Pravia, tiene una frecuencia de paso de 15 trenes diarios en ambos sentidos entre semana, con un intervalo de paso de 60 minutos entre trenes. Los sábados, domingos y festivos, el tráfico se reduce a 10 circulaciones diarias por sentido, con un intervalo de paso entre las dos primeras circulaciones y las dos últimas de 60 minutos, y el resto del día de 120 minutos.
| procedencia/destino | < estación   | Línea | estación > | destino/procedencia   |
| ------------------- | ------------ | ----- | ---------- | --------------------- |
| Oviedo              | Vega de Anzo |       | Grado      | San Esteban de Pravia |